# Cité Germain-Pilon
La cité Germain-Pilon est une voie du 18e arrondissement de Paris, en France.

## Situation et accès
La cité Germain-Pilon est située dans le 18e arrondissement de Paris. Elle débute au 21, rue Germain-Pilon et se termine en impasse.

## Origine du nom
Elle porte le nom du sculpteur français Germain Pilon en raison de sa proximité avec la rue éponyme.

## Historique
Ouverte en 1832 sous le nom de « cité Neuve-Pigalle », elle reçoit sa dénomination par un décret du 24 août 1864.